# Zinacantepec
Zinacantepec est l'une de 125 municipalités de l'État de Mexico au Mexique.
Son chef-lieu est San Miguel Zinacantepec qui, au recensement de 2010, comptait 167 759 habitants.

## Géographie
Zinacantepec est situé dans la partie occidentale de la vallée de Toluca. Elle est limitée au nord par Almoloya de Juárez; au sud par Texcaltitlán, à l'est par Toluca et Calimaya ; à l'ouest par Temascaltepec et Amanalco de Becerra ; au sud-est par Villa Guerrero et Coatepec Harinas.
La municipalité a une superficie de 308,68 km².

## Toponymie
Le nom de Zinacantepec est d'origine nahuatl. Il est formé de Tzanacan, chauve-souris et de Tépetl, colline. Ce qui signifie sur ou près de la colline aux chauves-souris. Dans le codex Mendoza, Zinacantepec est représenté par un hiéroglyphe, montrant une chauve-souris au sommet d'une colline.